# Bryan Murray
Bryan Clarence Murray (5. prosince 1942, Shawville – 12. srpna 2017, Ottawa) byl kanadský hokejový trenér a generální manažer. Zastával roli generálního manažera v týmu Ottawa Senators, který působí v kanadskoamerické NHL. V sezóně 2006/07 se s týmem jako hlavní trenér dostal do finále Stanley Cupu. Jako trenér působil od roku 1981, kdy začal trénovat Washington Capitals a v roce 1984 vyhrál Jack Adams Award pro nejlepšího trenéra NHL. Sezóna (2013/14) byla jeho dvacátou na pozici generálního manažera.

## Trenérská a manažerská kariéra
Jako hlavní trenér začínal u Washingtonu Capitals v sezóně 1981-82 a během 7 úplných sezón za jeho vedení se tým pokaždé dostal do play off. V roce 1984 za to byl odměněn cenou Jacka Adamse pro nejlepšího trenéra NHL. Nicméně nikdy se s týmem nedostal dál než do druhého kola a během sezóny 1989-90 byl vyhozen a nahrazen jeho bratrem Terrym.
Následující tři sezóny působil jako generální manažer a hlavní kouč u Detroit Red Wings, tým měl dobré výsledky, ale opět se nedostal přes druhé kolo play off. Proto v sezóně 1993-94 jmenoval Scottyho Bowmana svým nástupcem na trenérské lavičce a zůstal v pozici generálního manažera.
Po roce však odešel a přijal místo generálního manažera nově vzniknuvší Floridy Panthers, jednoho ze dvou týmů, který rozšířil NHL v roce 1994 (zajímavostí je, že následně vedl také druhý tým z této expanze – Anaheim Mighty Ducks). Za jeho působení se mladý tým dokonce probojoval do finále Stanley Cupu v roce 1996. Část sezóny 1997-98 také Pantery koučoval.
Po šesti sezónách se z pozice manažera vrátil zpět na lavičku, v sezoně 2001-02 vedl Mighty Ducks of Anaheim, aby byl na další dvě sezóny jmenován generálním manažerem, přičemž jej na lavičce Mighty Ducks vystřídal Mike Babcock. Anaheim se v této sezóně probojoval až do finále Stanley Cupu, kde prohrál až v sedmém zápase s New Jersey Devils. Další sezóna však Anaheimu nepřinesla ani postup do play off, proto se Murray rozhodl odstoupit.
Přijal místo hlavního kouče v Ottawě Senators, kde v roce 2007 dosáhl na metu 600 vítězství jako trenér (v té době nejvyšší počet mezi aktivními trenéry). Tento rok byl i nejblíže Stanley Cupu, když coby trenér poprvé překročil s týmem druhé kolo play off. Ve finále ovšem narazil na svůj bývalý tým, v té době již Anaheim Ducks, kteří Ottawu porazili v pěti zápasech a připsali si na své konto první Stanley Cup. Nutno podotknout, že i zásluhou Murrayho, který ještě jako generální manažer Anaheimu mimo jiné draftoval v roce 2003 ofenzivní esa Ryana Getzlafa a Coreye Perryho, kteří Anaheimu v tomto play off nemalou měrou pomohli (vyhráli kanadské bodování svého týmu v tomto play off). Po vyhazovu Johna Mucklera byl téhož roku jmenován generálním manažerem. Místo trenéra přenechal dosavadnímu asistentovi Johnu Paddockovi, kterého ale během následující sezóny po sérii neúspěchů propustil a na zbytek sezóny se ujal trénování sám. Příští sezónu jmenoval hlavním trenérem Coryho Cloustona, který do té doby vedl Binghamton Senators, farmu Ottawy v AHL. Od té doby se věnuje pouze povinnostem generálního manažera.
V roce 2011 podepsal smlouvu se Senators na další tři roky. Téhož roku po herním trápení Sens nahradil Cloustona pozdějším vítězem Jack Adams Award, Paulem MacLeanem.
Následující roky Senators postupně omlazoval a přestavoval. Z Colorada získal pozdější jedničku v bráně Senators, Craiga Andersona. Tým začal budoval kolem obránce Erika Karlssona, kterého tým draftoval v roce 2008, a který poté v roce 2012 vyhrál James Norris Memorial Trophy pro nejlepšího obránce NHL. V roce 2013 odešel dlouholetý kapitán Daniel Alfredsson a následoval i trejd dalšího týmového odchovance Jasona Spezzy. Místo nich Murray přivedl hráče jako Aleš Hemský nebo Bobby Ryan.
8. prosince 2014 Murray vyhodil Paula MacLeana, kterého nahradil Davem Cameronem.

## Osobní život
Murray se narodil Clarencovi a Rhodě Murrayovým jako jedno z pěti dětí v Shawville poblíž Ottawy. S ženou Geri má dvě dcery, Heide a Brittany.
7. června 2014 Murray oznámil, že mu byla diagnostikována rakovina a začíná s léčbou. V té době neodhalil vážnost nemoci.
13. listopadu 2014 Murray veřejnosti oznámil, že má rakovinu střev ve 4., posledním stádiu, která metastazovala do jater a plic. Podle jeho doktorů mohl mít tuto nemoc i 10 let, ale protože se v rodině podobná diagnóza nikdy neobjevila, na vyšetření nešel. Přestože se chtěl původně Murray léčit v soukromí, rozhodl se vyjít s tím na veřejnost, aby boj proti rakovině podpořil. Podle něj by ho totiž včasná kolonoskopie mohla před lety zachránit. Přestože každé dva týdny podstupoval 48 hodin chemoterapie, pravidelně se účastnil mítingů generálních manažerů a stále aktivně řídil svůj tým.